# 32607 Portell
32607 Portell è un asteroide della fascia principale. Scoperto nel 2000, presenta un'orbita caratterizzata da un semiasse maggiore pari a 2,533546 UA e da un'eccentricità di 0,200301, inclinata di 8,798325° rispetto all'eclittica. Ha un diametro di 6,155 km.